# Grósz Albert
Grósz Albert (Nagyvárad, 1819. január 12. – Nagyvárad, 1901. március 18.) magyar orvos, szemész, kórházigazgató. Többgenerációs szemészdinasztia tagja: apja Grósz Frigyes (1798–1858), fia Grósz Emil (1865–1941), unokája pedig Grósz István (1909–1985) volt.

## Élete
A gimnáziumot Nagyváradon, az egyetemet Bécsben végezte, ahol 1845-ben orvosi, sebész-doktori és szemész-szülészmesteri oklevelet nyert. Külföldi tanulmányútja után 1846-ban Nagyváradon telepedett le. Az 1848–49-es forradalom és szabadságharc alatt előbb az al-dunai tábor törzsorvosa, később pedig a nagyváradi honvéd kórházak igazgatója volt. 1852-tól 1867-ig Nagyvárad főorvosa volt, majd 1867-tól királyi törvényszéki orvos. 1867-ben megkapta a Ferenc József-rend arany érdemkeresztjét. 1858-ban átvette az apja, Grósz Frigyes által alapított szemkórház vezetését. Az országos közegészségügyi tanács rendkívüli tagja volt.
Cikkei az alábbi folyóiratokban jelentek meg:
- Orvosi Tár (1848. Jegyzőkönyve a pesti orvoskar választmánya által orvosi ügyben kidolgozott javaslat iránt)
- Orvosi Hetilap (1864–66. A nagyváradi szemgyógyintézet 1863–65-ben)
- Magyar orvosok és természetvizsgálók (IX. 1864. Magyarországban honos szembetegségek és gyakori szürke hályog okai)
- Néptanítók Lapja (1868. Mit kell tenni, hogy az újszülött gyermekek az örökös vakságtól megóvassanak?)

## Munkái
- A bölcsőde jótékonysága. A munkás nép érdekében. Nagyvárad, 1853
- Felhívás a bölcsőde érdekében gyűjtendő kegyadományokra. Nagyvárad, 1854
- A nagyváradi fürdők. Útmutatás a vidéki nép használatára. Nagyvárad, 1855
- Az egyiptomi szembetegségekről. Nagyvárad, 1860 (németül is)
- Az ujdonszülöttek szemlobjáról. Budapest, 1883 (ugyanez németül is. Budapest, 1883)
- A nagyváradi szemkórház jelentései